# 雷震 (演員)
雷震（1933年10月21日—2018年4月3日），本名奚重儉，英文名Kelly，上海浦東人，香港男演員，在香港國語影壇素有“憂鬱小生”之稱。

## 從影經歷
雷震1933年10月21日（農曆九月初三）出生於上海，雷震父母育有6子女，雷震排行第三，已故國語片女星樂蒂是其最小胞妹。父親在樂蒂出生前六日（1937年7月18日）時值七七事变及八一三事变兩事變之間，在南京路大三元酒家門前被炸身亡，母親在他14歲時（1948年）因心臟病去世。
雷震外祖父是上海天蟾舞台的老闆顧竹軒。1949年5月，雷震隨外婆南來香港。1955年底考入國際（電懋前身）演員訓練班，與丁皓、田青等為同期。  
雷震從訓練班結業後，首作為岳楓編導的《青山翠谷》。第二部仍是岳楓任編導的《金蓮花》，與當紅的林黛對戲，影片極為賣座，雷震隨即走紅國語影壇。
雷震外形俊秀有書卷氣，非常貼合電懋電影的中產風格。在電懋期間，演出許多名作。

## 主要作品
雷震歷經電懋初創到輝煌的時期，佳作迭出。電懋先後因內部人事大變動，以及1964年大老闆陸運濤和多位高層飛機失事遇難而後改組為國泰，製片水準大不如前。1967年，雷震與妹妹樂蒂、易凡及袁秋楓夫婦合組「金鷹公司」，可惜不久後結業。
注：
作品年表中，1956-1964年間除非特別說明，皆為電懋出品 。另， 
香港電影資料館於2011年8月展開名為「百部不可不看的香港電影」活動，雷震主演的《金蓮花》《四千金》《情深似海》《小兒女》列選其中。
| 片名              | 公映年份 | 片種      | 角色      | 編劇/導演          | 合作演員                                     | 備註                                                                           |
| 青山翠谷          | 1956     | 文藝      | 馮自強    | 岳楓               | 丁皓 蘇鳳                                    |                                                                                |
| 金蓮花            | 1957     | 民初 文藝 | 程慶有    | 岳楓               | 林黛 王萊 劉恩甲                             | 第四屆(1957)亞洲影展最佳女主角 林黛                                            |
| 四千金            | 1957     | 文藝      | 何炎      | 陶秦               | 林翠                                         | 第五屆 (1958) 亞洲影展最佳影片獎                                               |
| 小情人            | 1958     | 文藝      | 馮文魁    | 萬方/陶秦          | 丁皓 胡金銓 羅維                             |                                                                                |
| 我們的子女        | 1959     | 家庭倫理  |           | 岳楓               | 李湄 鄧小宇                                  |                                                                                |
| 樑上佳人          | 1959     | 喜劇      | 司徒大維  | 易文/王天林        | 林黛                                         | 金泉公司出品                                                                   |
| 蘭閨風雲          | 1959     | 文藝      | 何炎      | 陶秦               | 林翠                                         |                                                                                |
| 二八佳人          | 1959     | 喜劇      |           | 秦亦孚/易文        | 林翠 葉楓                                    |                                                                                |
| 三星伴月          | 1959     | 喜劇      | 曹子建    | 秦亦孚/陶秦        | 林黛 陈厚 乔宏                               |                                                                                |
| 空中小姐          | 1959     | 時裝      | 李文彬    | 易文               | 葛蘭 葉楓 喬宏 蘇鳳                          |                                                                                |
| 家有喜事          | 1959     | 文藝      | 馮祖康    | 汪榴照/王天林      | 尤敏 羅維 王萊                               | 第七屆亞洲影展 (1960) : 最佳女主角, 尤敏 ; 最佳導演, 王天林 ; 最佳編劇, 汪榴照 |
| 姊妹花            | 1959     | 音樂片    | 方乃倫    | 易文               | 葛蘭 張小燕                                  |                                                                                |
| 香車美人          | 1959     | 喜劇      | 馬正康    | 易文               | 葛蘭 張揚                                    |                                                                                |
| 情深似海          | 1960     | 文藝      | 沈維明    | 易文               | 葛蘭                                         |                                                                                |
| 女秘書艷史        | 1960     | 時裝      | 許子平    | 易文               | 葉楓 李湄                                    |                                                                                |
| 睡美人            | 1960     | 喜劇      | 吳一成    | 汪榴照 /唐煌       | 葉楓                                         |                                                                                |
| 喜相逢            | 1960     | 喜劇      | 彭西鴻    | 易文/卜萬蒼        | 丁皓                                         |                                                                                |
| 心心相印          | 1960     | 喜劇      | 客串      | 易文               |                                              |                                                                                |
| 同床異夢          | 1960     | 喜劇      | 鄭定文    | 秦亦孚/卜萬蒼      | 李湄 張揚                                    |                                                                                |
| 古屋疑雲          | 1960     | 恐怖      |           | 易文               | 丁皓 張揚                                    |                                                                                |
| 桃花淚            | 1960     | 文藝      | 方彥平    | 張徹/ 羅維         | 尤敏 羅維 蔣光超                             | 金城影業出品,另一說是僑光影業出品                                              |
| 溫柔鄉            | 1960     | 喜劇      | 張次明    | 易文               | 林黛 張揚                                    |                                                                                |
| 鐵臂金剛          | 1960     | 警匪      | 客串      | 謝文/王天林        | 葉楓 喬宏                                    |                                                                                |
| 辮子姑娘          | 1960     | 喜劇      | 勞益三    | 汪榴照 /唐煌       | 葛蘭                                         |                                                                                |
| 無語問蒼天        | 1961     | 民初 文藝 | 何世翔    | 張徹/ 羅維         | 尤敏 羅維 王萊                               |                                                                                |
| 體育皇后          | 1961     | 劇情      | 周昌傑    | 汪榴照 /唐煌       | 丁皓 羅維 張清                               |                                                                                |
| 愛的教育          | 1961     | 劇情      | 章世傑    | 陳鳴琴/鍾啟文      | 林翠 王引                                    | 提名參加威尼斯影展                                                             |
| 遊戲人間          | 1961     | 喜劇      | 梁愛倫    | 張徹/王天林        | 丁皓 白露明 喬宏                             |                                                                                |
| 南北和            | 1961     | 喜劇      | 王文安    | 宋淇/王天林        | 丁皓 白露明 梁醒波 劉恩甲                    |                                                                                |
| 桃李爭春          | 1962     | 喜劇 音樂 | 陶正聲    | 張徹/易文          | 葉楓 李湄                                    |                                                                                |
| 花好月圓          | 1962     | 古裝      | 李景山    | 汪榴照 /唐煌       | 葉楓                                         |                                                                                |
| 珍珠淚            | 1962     | 古裝      | 景雲瑞    | 張徹/王天林        | 尤敏 王萊                                    |                                                                                |
| 南北一家親        | 1962     | 喜劇      | 李煥襄    | 張愛玲/王天林      | 丁皓 白露明 梁醒波 劉恩甲 王萊               |                                                                                |
| 萍水奇緣          | 1962     | 古裝      | 方少儀    | 易文               | 丁皓 于素秋 王萊                             |                                                                                |
| 小兒女            | 1963     | 文藝      | 孫川      | 張愛玲/ 王天林     | 尤敏 王引 鄧小宇                             | 1963 年第二屆台灣金馬獎優等劇情片獎                                            |
| 教我如何不想他    | 1963     | 文藝      | 杜子平    | 易文/易文 王天林   | 葛蘭 喬宏                                    |                                                                                |
| 人之初            | 1963     | 文藝      | 胡世傑    | 吳家驤             | 王引 白露明 王萊                             | 第三屆台灣金馬獎 (1965) : 優等劇情片 ; 最佳女配角獎, 王萊.                     |
| 梁山伯與祝英台    | 1964     | 古裝      | 客串      |                    |                                              |                                                                                |
| 都市狂想曲        | 1964     | 喜劇      | 小原      | 汪榴照/吳家驤      | 張揚 夷光 李芝安                             |                                                                                |
| 啼笑姻緣(上集)    | 1964     | 民初      | 客串      |                    |                                              |                                                                                |
| 寶蓮燈            | 1964     | 古裝      | 哮天犬    |                    |                                              |                                                                                |
| 南北喜相逢        | 1964     | 喜劇      | 吳樹聲    | 張愛玲 /王天林     | 鍾情 白露明 梁醒波 劉恩甲                    |                                                                                |
| 西太后與珍妃      | 1964     | 清装      | 光緒-戴淳 | 汪榴照 /易文       | 李湄 張美瑤 趙雷 喬宏                        |                                                                                |
| 三朵玫瑰花        | 1965     |           | 客串      |                    |                                              |                                                                                |
| 七重天            | 1966     | 喜劇      | 徐子輝    | 董千里/唐煌        | 白冰 劉恩甲 田青                             |                                                                                |
| 草莽喋血記        | 1966     | 文藝      | 阿虎      | 易文               | 林翠 張揚                                    |                                                                                |
| 原野游龍          | 1967     | 民初      | 客串      | 易凡/易文          | 林翠 趙雷                                    |                                                                                |
| 新桃花江          | 1967     | 喜劇      | 程大錦    | 陳蝶衣/高立        | 鍾情                                         | 中國聯合影業公司出品                                                           |
| 鐵馬銀鈴          | 1967     | 武俠      |           | 易凡/袁秋楓        | 趙雷 江虹 王萊                               |                                                                                |
| 青春夢            | 1967     | 音樂      | 范志強    | 易凡/袁秋楓        | 張揚 江虹                                    | 國泰出品                                                                       |
| 紅梅閣            | 1968     | 古裝      | 客串      |                    | 樂蒂 容蓉                                    | 國泰出品                                                                       |
| 描金鳳            | 1968     | 古裝      | 徐惠蘭    | 陳蝶衣 連龢/吳家驤 | 李芝安 梁醒波 王萊                           | 國泰出品                                                                       |
| 風塵客            | 1968     | 古裝      | 范昆陽    | 易凡/袁秋楓        | 樂蒂                                         | 金鷹出品                                                                       |
| 血洒紅玫瑰        | 1968     | 間諜      | 陳衛民    | 韋森/王天林        | 林翠 趙雷                                    | 國泰出品                                                                       |
| 太極門            | 1968     | 武俠      |           | 易凡/袁秋楓        | 樂蒂 張揚                                    | 金鷹出品                                                                       |
| 逃                | 1968     | 時裝      | 李建華    | 易凡 李溯/袁秋楓   | 江虹 狄娜                                    | 國泰出品                                                                       |
| 快劍              | 1969     | 武俠      | 龍威      | 易凡/袁秋楓        | 李琳琳                                       | 金鷹出品                                                                       |
| 山河血            | 1969     |           |           |                    |                                              |                                                                                |
| 殺氣嚴霜          | 1969     | 古裝      | 丁天野    | 秦漢/袁秋楓        | 周萱                                         | 金鷹出品                                                                       |
| 聚寶盆            | 1970     |           |           | 王寗生             | 金川 周萱 範凌 曾江                          | 七海影業出品                                                                   |
| 斷魂刀            | 1970     | 武俠      |           |                    | 葉靈芝                                       | 金鷹出品                                                                       |
| 鐵膽神龍          | 1971     |           |           |                    | 秦沛                                         |                                                                                |
| 鬼話              | 1972     | 動作      |           | 王沖/袁秋楓 凌雲   |                                              | 金鷹出品                                                                       |
| 古惑仔2之猛龍過江 | 1996     | 黑幫      | 雷功      | 文雋 許莎朗/劉偉強 | 鄭伊健、陳小春、邱淑貞、柯受良、陳豪、任達華 | 最佳拍檔出品                                                                   |
| 花樣年華          | 2000     | 文藝 懷舊 | 何先生    | 王家衛             | 張曼玉                                       | 在戛納電影節、金像獎、金馬獎斬獲多個重要獎                                     |

## 息影、偶爾復出及近況
雷震1971年退出幕前，轉入幕後，曾經與劉亮華同任《唐山大兄》製片，後主持跟朋友合股經營的天工沖印公司，直到1990年代初期退休。 1996年和2000年兩次復出，先在《古惑仔2之猛龍過江》中客串演出台灣三聯幫幫主。之後在王家衛的懷舊文藝片《花樣年華》裡扮演蘇麗珍（張曼玉飾演）的老闆何先生。復出的雷震比年輕時有所增磅，狀態甚佳，戲路也為之一變。
近年雷震定居香港，與獨生女兒一家居住，幾年前升格為外公。
2018年4月3日，雷震在香港去世，享年84岁。

## 合作影人
雷震在電懋時期，合作的著名導演如岳楓、陶秦、王天林、易文、唐煌、卜萬蒼、羅維等。合作的女星多為當時國語影壇的頭牌，如林黛、尤敏、林翠、葉楓、葛蘭、李湄、丁皓等。也與許多資深的前輩如王引、王萊、劉恩甲等同場演出。雷震的作品中，有数部由日後享譽影壇的導演張徹（曾用筆名何觀）編劇，也有三部由張愛玲編劇。